# Frösöstenen
Frösöstenen (J RS1928;66 $) är Sveriges nordligaste återfunna, och Jämtlands enda bevarade, vikingatida runsten.
Stenen stod ursprungligen på Frösöns östligaste spets, vid Östersundet, mittemot dagens Östersund. På grund av den nya bro och trafiklänk som byggdes mellan 1969 och 1971 är stenen numera placerad vid Hornsbergskyrkan cirka 100 meter från sin ursprungliga plats. Under flytten skedde en olycka, och stenen knäcktes på mitten. Sprickan tvärs över stenen syns tydligt på bilden.
Inskriften är utförd i svensk runtradition men skriven i vad som kan kallas ”runjämtska”, en regional variation till runsvenska. Det har därför förslagits att runraden troligtvis inte är utförd av en inlånad runristare, utan av en inhemsk jämte, väl förfaren i både svensk runtradition men även konservativ ”runjämtska”.

## Inskriften
Translitterering av runraden:
austmąþ[(r)] kuþfastaʀ sun ' lit ra(i)[(s)]... ...(-)[(n)] (þ)(i)ną auk| |kirua bru þisa| |auk h[ąn] [li](t) kristną eą(t)aląnt (ą)sbiurn kirþi bru (t)riun rai(s)t auk (t)sain runąʀ þisaʀ
Normalisering till runsvenska:
Austmaðr, Guðfastaʀ sunn, let ræis[a stæi]n þenna ok gærva bro þessa ok hann let kristna Iamtaland. Asbiorn gærði bro, Trionn ræist ok Stæinn runaʀ þessaʀ.
Översättning till nusvenska:
Östman, Gudfasts son lät resa denna sten och göra denna bro, och han lät kristna Jämtland. Åsbjörn gjorde bron. Tryn och Sten ristade dessa runor.

### Tolkning
Texten går i en slinga och början och slutet av texten överlappar varandra. Därför finns det även en alternativ, populär, tolkning av texten på stenen: Tryn ristade. Östman Gudfasts son lät resa denna sten och göra denna bro och han lät kristna Jamtaland. Åsbjörn gjorde bron. Akta sedan dessa runor! Problemet med denna tolkning är att verbet akta som då utläses i "...uktsain..." inte kan beläggas i vikingatida fornnordiska utan tros vara ett senmedeltida lån från lågtyska, och man borde istället då ha använt det inhemska vårda (fornnordiska varða).
Enligt ytterligare en annan tolkning skulle texten om Östman kunna tolkas som: Östman Gode, Fastes son.
Stenen ristades omkring år 1050 i samband med Jämtlands kristnande och den är unik genom att den gjordes till minne av kristnandet och brobyggaren, det var alltså ingen gravsten. Frösöstenen är den enda runsten som berättar om ett kristnande av ett helt land (jämför med Jellingestenen som talar om kristnandet av ett folk). Stenen har den äldsta dokumenterade källan om Jämtlands namn, här Jamtaland, alltså jämtars land.

### Namn
Det första namnet som återfinns på stenen är Austmaðr — mannen från öster. Vilket ostligt område namnet åsyftar är emellertid okänt. Öster om atlantöarna i förhållande till Skandinavien, öster om Norge, öster om Tröndelag, öster om Jämtland eller öster om Ragunda (som ännu inte var en del av Jämtland). Namnet Östman var emellertid inte ovanligt bland jämtarna under tidpunkten.
Nästa namn som återfinns är Östmans fader, Guðfastar — den som står fast i tron på Gud. Även det här namnet förekom i Jämtland under den här tiden. Däremot så finns det en alternativ tolkning angående namnet. Då ord ofta skrevs ihop är det möjligt att kuþfastaR är en sammanskrivning av gode och Faste. Namnet Faste var likt de övriga vanligt förekommande i Jämtland (se till exempel Fastessons nidvisa från 1677) och gode var en titel för fornnordiska offerpräster. I många fall ledde även goden tingsförhandlingar.
Namnet Ásbjörn (ás = asarna) kommer därefter. Namnet är återigen vanligt i Jämtland och återknyter till brunbjörnen som ett symboliskt märke för asatron. Jämför också med namnet på Åsön i Storsjön som har samma asabetydelse.
I slutet av texten förekommer namnet Trjónn ett namn helt unikt för Jämtland med betydelsen nos och tryne.
Det sista namnet som återfinns är Stainn med den uppenbara betydelsen sten och hård. Namnet är i runinskriften felstavat som tsain. På grund av felskrivningen har namnet även tolkats som Sven.

### Språk
Språket på runstenen kan allmänt klassas som fornnordiska. Texten uppvisar emellertid drag från såväl fornvästnordiska likväl som fornöstnordiska och har således klassificerats som både fornnorska (under unionstiden Sverige-Norge) och fornsvenska (efter unionsupplösningen). Enligt bland andra runexperten Henrik Williams anses språket numera vara fornjämtska eller runjämtska, då stenens språk även uppvisar en del egenheter. Williams anser också att det troligen finns fler runstenar i Jämtland som ännu inte har hittats.